# Tonal
Il Tonal è un concetto insito nello studio della religione, dei miti, del folclore e dell'antropologia mesoamericani. 
Si riferisce alla credenza, presente in molte culture indigene mesoamericane, nel fatto che una persona, al momento della nascita, riceva una sorta di «anello del potere» con cui gradualmente organizzare le conoscenze del mondo e mettere ordine nel caos delle percezioni. Esso consiste cioè in tutto quel che sappiamo: inizia con la nascita, e la sua fine determina la morte.
Complementare al Nagual, per il quale invece non esiste alcuna descrizione né denominazione possibile, il potere del Tonal viene talora rappresentato come un collegamento spirituale con un animale: legame che perdura per tutta la vita di entrambe le creature, e che lo rende simile al concetto del Totem.

## Studi antropologici

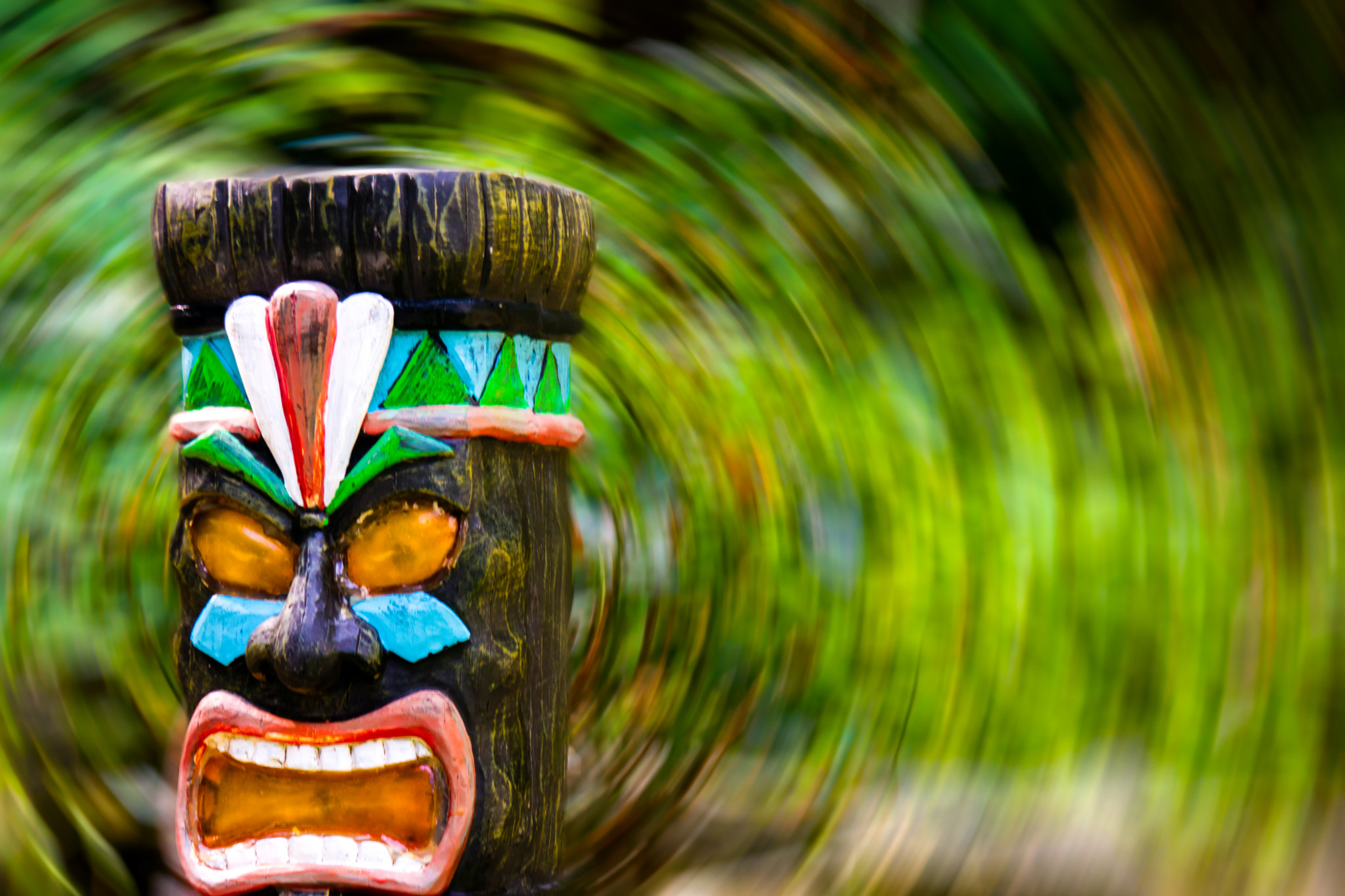
Un Totem.

La parola deriva dal termine nahuatl tonalli, che significa «giorno», nel senso di «energia», ma anche «anima» o «destino». 
Nella religione azteca il giorno di nascita di una persona calcolato nel Tonalpohualli avrebbe determinato la sua natura; ogni giorno era associato ad un animale che poteva avere un aspetto forte o debole, in maniera analoga ai segni zodiacali. Le persone nate il giorno del cane, ad esempio, ne avrebbero ereditato l'aspetto debole. In lingua nahuatl il termine tonalli era usato per far riferimento sia al giorno che all'animale ad esso legato.
Nelle credenze maya il concetto di compagno animale di una persona veniva chiamato Way. L'odierno popolo dei Mixe lo definisce Ts'ok. I Jakaltek maya di Concepcion Huista, in Guatemala, lo chiamano yixomal ispiʂan nax, che significa «portatore di anima».
Lo studio del tonalismo fu iniziato dal famoso archeologo, linguista ed etnologo Daniel Garrison Brinton, che pubblicò un trattato intitolato Nagualism: A Study in Native-American Folklore and History. In quest'opera vengono descritte le interpretazioni storiche della parola da parte di coloro che praticavano il nagualismo in Messico nel 1894. Viene identificato con vari culti associati al tonalismo di alcune comunità messicane moderne come i Mixe, i Nahua, gli Zapotechi ed i Mixtechi.

## Significato deltonal

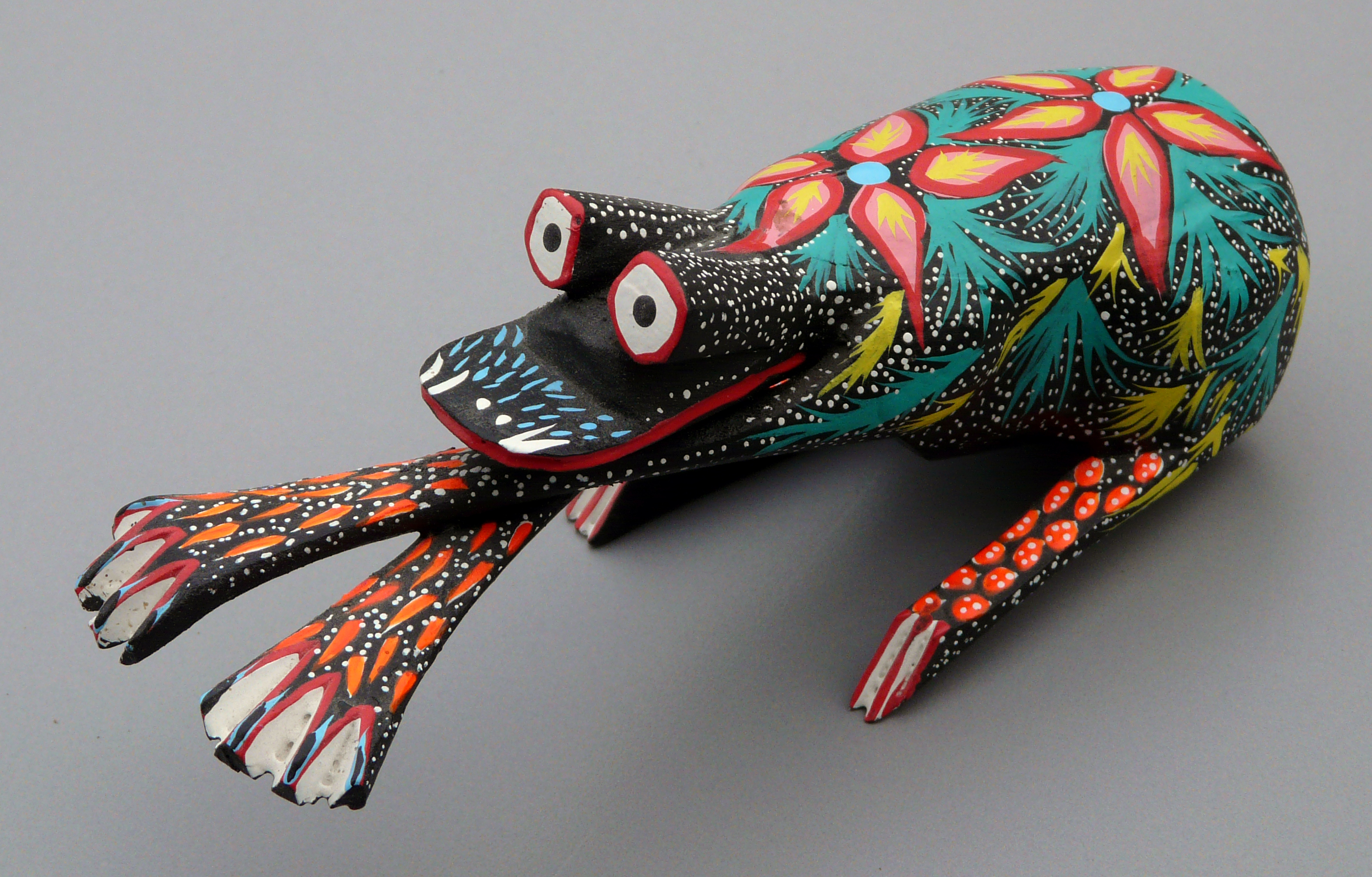
Un alebrije messicano, che rappresenta uno spirito animale.

Si tratta di un concetto complementare a quello di nagual, con cui gli antropologi l'hanno spesso confuso, perché entrambi i principi potevano essere rappresentati da uno spirito animale. Mentre però il tonal consiste nella realtà ordinaria in cui un individuo si trova a vivere, comprendente gli eventi collegati al suo destino e all'energia vitale della sua persona, il nagual designa la dimensione ignota, vasta e indefinibile in cui è in grado di penetrare soltanto lo stregone-sciamano.
Il concetto di tonal è stato reso popolare dal romanzo di Carlos Castaneda, L'isola del Tonal del 1974. In esso l'autore riferisce la spiegazione ricevuta in merito dal suo maestro don Juan, che paragona il tonal ad un'isola su cui si trova ogni sorta di oggetti, ovvero gli elementi, i concetti e le abitudini che nella vita ci sono familiari, mentre intorno ad essa fluttua il mare sconfinato del nagual, cioè della realtà extra-ordinaria.
Un neonato è soltanto nagual, ma crescendo sviluppa il tonal che ne offusca a poco a poco la potenza, e da semplice protettore qual era della sua persona, diventa un tiranno. Il tonal così finisce sempre più per dominare, pur essendo al contempo assai vulnerabile. Il nagual, al contrario, non affiora quasi più, ma quando il suo mistero irrompe improvvisamente nel tonal, rischia spesso di terrorizzarlo e annientarlo.
(Carlos Castaneda, L'Isola del Tonal, trad. it. a cura di Furio Jesi, Milano, BUR Rizzoli, 1994)
Obiettivo degli stregoni non è eliminare il tonal, ma anzi tutelarlo ed evitare che spadroneggi per lasciar emergere il nagual. Entrambi compongono insieme la totalità della persona: il primo sostiene il mondo con la ragione, il secondo con la volontà.